# 井坂栄
井坂 栄（いさか さかえ、1942年3月15日 - 2010年2月7日）は、日本の経営者。

## 経歴
茨城県出身。1953年に中央大学法学部政治学科を卒業し、同年に伊藤ヨーカ堂(現在のイトーヨーカ堂)に入社。
1995年5月に常務、2001年5月に専務を経て、2003年5月に社長に就任した。2006年6月に体調不良により、社長を辞任。
2010年2月7日多臓器不全のために死去。68歳没。